# Ăn độn
Ăn độn là một cách dùng bữa cơm nhưng vì thiếu gạo để thổi cơm nên phải dùng một thực vật khác thay vào. Bữa ăn của người Việt thường lấy cơm là chính, phản ảnh trong câu tục ngữ: cơm tẻ là mẹ ruột. Các món khác dọn lên mâm cơm phần lớn là dùng để đưa miếng cơm. Vào những năm đói kém mất mùa người không đủ cơm phải dùng những thứ khác có nhiều tinh bột nấu cùng với cơm, như khoai lang, củ sắn (khoai mì), ngô (bắp). Trường hợp đó gọi là "ăn độn" dùng ngô khoai độn vào cơm.
Vào những năm 1970, 1980, tình hình kinh tế Việt Nam, nhất là về ngành nông sản thực phẩm suy sụp vì chính sách hợp tác hóa nông nghiệp, khiến sản lượng gạo ở miền Nam tụt từ 1,9 triệu tấn năm 1976 xuống còn 0,64 triệu tấn năm 1979, không đủ cung ứng nhu cầu lương thực dân chúng nên ngoài những thứ tinh bột truyền thống (ngô, khoai), nồi cơm còn độn cả bo bo, có nơi nấu với thân chuối.